# Sumit Nagal
Sumit Nagal (Jhajjar, 16 de agosto de 1997) es un tenista indio.
Ganó el título junior de dobles masculino de Wimbledon 2015, convirtiéndose así en el sexto jugador indio en ganar un título de Grand Slam junior. Es el segundo tenista individual indio mejor clasificado y, desde 2018, ha sido miembro habitual del equipo nacional de la Copa Davis de su país.
Ha obtenido dos títulos Challenger y 9 de ITF.

## Primeros años
Sumit Nagal nació el 16 de agosto de 1997, hijo de un maestro de escuela Suresh Nagal y su esposa Krishna Devi, ama de casa en Jhajjar, Haryana. Nagal comenzó a jugar tenis a los ocho años en un club deportivo local. Cuando tenía diez años, fue seleccionado para unirse a la academia de entrenamiento de Mahesh Bhupathi, como parte del primer lote del programa Apolo Tyres Mission 2018. Como parte del programa, entre 2008 y 2010, Nagal tuvo su sede en Bangalore. Tras el cierre del programa, Nagal se mudó a Toronto, Canadá para entrenar con el entrenador Bobby Mahal.

## Carrera

### Carrera como junior
Ganó el título de dobles masculino de Wimbledon 2015 con su compañero vietnamita Lý Hoàng Nam, derrotando en la final a la pareja Reilly Opelka y Akira Santillan. Se convirtió en el sexto jugador indio en ganar un título de Grand Slam junior.

### 2016: debut en la Copa Davis
Hizo su debut en la Copa Davis con India en la eliminatoria del Grupo Mundial de 2016 contra España en Nueva Delhi.

### 2017: Primer título ATP Challenger
Nagal se encontró con una controversia cuando lo sacaron del equipo de Copa Davis por problemas disciplinarios.
En el Challenger de Bengaluru Nagal sorprendió al máximo favorito Blaz Kavcic en cuartos de final, luego venció a su compatriota Yuki Bhambri en semifinales y finalmente a Jay Clarke en las Finales logrando su primer título Challenger.

### 2018
Fue subcampeón junior en los Juegos Asiáticos de 2018 junto con Amandeep Singh y Raj Kumar.

### 2019: debut en el cuadro principal de Grand Slam
El año 2019 resultó ser un año decisivo para Nagal. En el US Open de 2019, Nagal se clasificó para hacer su debut en el cuadro principal de Grand Slam. Se enfrentó a Roger Federer en su partido de la primera ronda. Perdió el partido, pero logró llevarse el primer set contra el campeón múltiple de Grand Slam. Más tarde alcanzó la segunda final en un Challenger de su carrera en el Challenger de Banja Luka. Perdió el partido por el campeonato ante el jugador neerlandés Tallon Griekspoor.
En el siguiente torneo volvió a llegar a la final en el Challenger de Buenos Aires. Ganó el título derrotando al jugador local Facundo Bagnis. Este fue su segundo título Challenger y el primero en arcilla.

### 2020: primera victoria en el cuadro principal de un Grand Slam
En el Abierto de Estados Unidos 2020, Nagal ganó su partido de la primera ronda contra Bradley Klahn, convirtiéndose así en el primer indio desde Somdev Devvarman (US Open 2013) en ganar un partido en el cuadro principal de un Grand Slam. En segunda ronda fue derrotado en tres sets por el segundo favorito, Dominic Thiem, quien finalmente obtendría el título.

## Estadística de carrera

### Cronología del rendimiento del torneo de Grand Slam
Actual hasta el Abierto de Australia 2024 .
| Torneo                    | 2018 | 2019 | 2020 | 2021 | 2022 | 2023 | 2024 | SR    | G–P | Ganar % |
| ------------------------- | ---- | ---- | ---- | ---- | ---- | ---- | ---- | ----- | --- | ------- |
| Abierto de Australia      | Q1   | A    | Q1   | 1R   | A    | A    | 2R   | 0 / 2 | 1-2 | 33%     |
| Abierto de Francia        | Q1   | A    | Q1   | Q2   | Q1   | A    |      | 0 / 0 | 0-0 | -       |
| Wimbledon                 | Q1   | A    | NH   | A    | A    | A    |      | 0 / 0 | 0-0 | -       |
| Abierto de Estados Unidos | A    | 1R   | 2R   | Q1   | Q1   | Q1   |      | 0 / 2 | 1-2 | 33%     |
| Ganados-perdidos          | 0-0  | 0-1  | 1-1  | 0-1  | 0-0  | 0-0  | 1-1  | 0 / 4 | 2-4 | 33%     |

### Finales de torneos Grand Slam Junior

#### Dobles masculinos: 1 (1-0)
| Resultado | Año  | Campeonato | Superficie | Pareja       | Adversarios                   | Puntuación    |
| --------- | ---- | ---------- | ---------- | ------------ | ----------------------------- | ------------- |
| Ganador   | 2015 | Wimbledon  | Hierba     | Lý Hoàng Nam | Reilly Opelka Akira Santillan | 7–6(7–4), 6–4 |

## Títulos ATP Challenger (4; 4+0)

#### Individual: 4 (4–1)
| Leyenda                   |
| ------------------------- |
| Tour ATP Challenger (4-1) |

| Títulos por superficie |
| ---------------------- |
| Dura (2–0)             |
| Arcilla (2–1)          |
| Hierba (0-0)           |
| Alfombra (0-0)         |

| Resultado | G-P | Fecha           | Torneo                           | Nivel      | Superficie | Adversario          | Puntuación en la final |
| --------- | --- | --------------- | -------------------------------- | ---------- | ---------- | ------------------- | ---------------------- |
| Victoria  | 1–0 | Noviembre 2017  | Bangalore, India                 | Challenger | Dura       | Jay Clarke          | 6–3, 3–6, 6–2          |
| Derrota   | 1–1 | Septiembre 2017 | Banja Luka, Bosnia y Herzegovina | Challenger | Arcilla    | Tallon Griekspoor   | 2–6, 3–6               |
| Victoria  | 2-1 | Septiembre 2019 | Buenos Aires, Argentina          | Challenger | Arcilla    | Facundo Bagnis      | 6–4, 6–2               |
| Victoria  | 2-1 | Febrero 2024    | Chennai, India                   | Challenger | Dura       | Luca Nardi          | 6–1, 6–4               |
| Victoria  | 3-1 | Junio de 2024   | Heilbronn, Alemania              | Challenger | Arcilla    | Alexander Ritschard | 6–1, 6–7(5), 6–3       |

## Controversias
En 2017, después de que salieran a la luz informes de que Sumit se había perdido una sesión de práctica en julio de 2016 en Chandigarh durante la eliminatoria contra Corea del Sur, citando una lesión en el codo, fue eliminado de la escuadra india de Copa Davis dirigida por Anand Amritraj, que estaba programado para enfrentarse a Nueva Zelanda entre el 3 y el 5 de febrero de 2017. Una fuente cercana a All India Tennis Association (AITA) dijo a Sportskeeda, "Es un caso de pura indisciplina, por parte del jugador. Se perdió varias sesiones de entrenamiento, trajo a su novia al campamento sin informarnos. También han surgido otras discrepancias que llevaron al capitán a tomar esta decisión". Nagal negó las acusaciones, recibió el apoyo del exjugador de India Somdev Devvarman, quien afirmó que "Quiero ser claro una vez más. No has elegido a Sumit Nagal para la próxima eliminatoria, porque Sumit Nagal NO está disponible para jugar. Como se esto porque pasé 2 semanas con Sumit en diciembre ayudándolo con su entrenamiento y su rehabilitación para la lesión actual en el hombro de la que se está recuperando".